# Domínio de Mori
Domínio de Mori (母里藩, Mori-han) foi domínio do período Edo da história do Japão . Localizado na Província de Izumo, atual Shimane . O domínio foi governado  por um ramo do Clã Matsudaira vindo de  Fukui (Echizen)   .

## História
Em 29 de abril, de 1666, Matsudaira Takamasa, terceiro filho de Matsudaira Tsunataka, Daimiô de Matsue, recebeu 10.000 koku e com isso foi agraciado com o Domínio de Mori, do qual foi organizado separando algumas terras que pertenciam originalmente ao Domínio de Matsue. 

## Lista de Daimiô
O Daimiô era o chefe hereditário do Domínio e ao mesmo tempo era o líder do clã.
- -- Clã Matsudaira  , 1666-1871 ( shinpan ; 10.000 koku )  [2]

1. Takamasa
2. Naotaka
3. Naokazu
4. Naomichi
5. Naoyuki
6. Naokiyo
7. Naokata
8. Naooki
9. Naoyori
10. Naotoshi